# NGC 7062
NGC 7062 (również OCL 205) – gromada otwarta znajdująca się w gwiazdozbiorze Łabędzia. Odkrył ją William Herschel 19 października 1788 roku. Jest położona w odległości ok. 4,8 tys. lat świetlnych od Słońca.